# Promiscuous
Promiscuous (englisch für „promiskuitiv“) ist ein Lied der portugiesisch-kanadischen Popsängerin Nelly Furtado, in Kollaboration mit dem US-amerikanischen Hip-Hop-Musiker und Musikproduzenten Timbaland, aus dem Jahr 2006.

## Hintergrund
Das Lied wurde von den Interpreten selbst, zusammen mit Tim Clayton und Nate Hills (Danja), geschrieben beziehungsweise komponiert. Danja und Timbaland zeichneten darüber hinaus für die Produktion verantwortlich. Inhaltlich handelt das Lied von Promiskuität. Im Liedtext wird unter anderem der ehemalige kanadische Basketballspieler Steve Nash als „MVP“ erwähnt.
Die Erstveröffentlichung von Promiscuous erfolgte als Single am 25. April 2006 durch Geffen Records. Am 7. Juni 2006 erschien es als Teil von Furtados dritten Studioalbum Loose. Das dazugehörige Musikvideo, in dem Justin Timberlake einen Cameoauftritt hat, entstand unter der Regie von Little X und verzeichnete bis August 2023 über 556 Millionen Aufrufe auf YouTube.

## Kommerzieller Erfolg

### Chartplatzierungen
| ChartsChartplatzierungen       | Höchstplatzierung | Wochen |
| ------------------------------ | ----------------- | ------ |
| Deutschland (GfK)              | 6 (25 Wo.)        | 25     |
| Kanada (MC)                    | 1 (21 Wo.)        | 21     |
| Österreich (Ö3)                | 12 (18 Wo.)       | 18     |
| Schweiz (IFPI)                 | 6 (47 Wo.)        | 47     |
| Vereinigte Staaten (Billboard) | 1 (26 Wo.)        | 26     |
| Vereinigtes Königreich (OCC)   | 3 (23 Wo.)        | 23     |

| ChartsJahrescharts (2006)      | Platzierung |
| ------------------------------ | ----------- |
| Deutschland (GfK)              | 35          |
| Schweiz (IFPI)                 | 48          |
| Vereinigte Staaten (Billboard) | 3           |
| Vereinigtes Königreich (OCC)   | 38          |

| ChartsJahrescharts (2000–2009) | Platzierung |
| ------------------------------ | ----------- |
| Vereinigte Staaten (Billboard) | 44          |

### Auszeichnungen für Musikverkäufe
| Land/Region                  | Auszeichnungen für Musikverkäufe (Land/Region, Auszeichnung, Verkäufe) | Verkäufe   |
| ---------------------------- | ---------------------------------------------------------------------- | ---------- |
| Australien (ARIA)            | 6× Platin                                                              | 420.000    |
| Belgien (BRMA)               | Gold                                                                   | 25.000     |
| Brasilien (PMB)              | Diamant                                                                | 250.000    |
| Dänemark (IFPI)              | Platin                                                                 | 15.000     |
| Deutschland (BVMI)           | 3× Gold                                                                | 450.000    |
| Italien (FIMI)               | Gold                                                                   | 35.000     |
| Kanada (MC)                  | 9× Platin (Single) + 3× Platin (Mastertone)                            | 840.000    |
| Neuseeland (RMNZ)            | 6× Platin                                                              | 180.000    |
| Schweden (IFPI)              | Gold                                                                   | 10.000     |
| Spanien (Promusicae)         | Gold                                                                   | 30.000     |
| Vereinigte Staaten (RIAA)    | 7× Platin · + Platin (Mastertone)                                      | 8.000.000  |
| Vereinigtes Königreich (BPI) | 3× Platin                                                              | 1.800.000  |
| Insgesamt                    | 5× Gold · 37× Platin · 1× Diamant ·                                    | 12.055.000 |

Hauptartikel: Nelly Furtado/Auszeichnungen für Musikverkäufe